# Herman Valentiner
Herman Valentiner (8 mai 1850 - 17 septembre 1913) est un mathématicien danois qui a introduit le groupe de Valentiner en 1889, qui intervient naturellement en géométrie algébrique dans le théorème de Gerbaldi.
Valentiner soutient son doctorat en 1881 à l'université de Copenhague avec une thèse sur les courbes gauches puis occupe un poste d'enseignant. Cependant, peu de temps après, il est recruté par une compagnie d'assurance vie danoise.